# Церква Святого Юра (Дрогобич)
Церква Святого Юра в Дрогобичі — пам'ятка галицької дерев'яної архітектури кінця XV — початку XVI століть, одна з найкраще збережених і належить до числа найкращих пам'яток давньої української сакральної архітектури. Збудована в XV столітті, кілька разів перебудовувалася й остаточних архітектурних форм їй надав талановитий український будівничий Григорій Тесля з Дрогобича. Є частиною відділу дерев'яної архітектури музею «Дрогобиччина».

## Версії походження
У 1657 році з с. Надіїв поблизу Долини перевезено стару церкву і з її матеріалу добудували наявну, збудувавши з вівтарного зрубу бабинець, а вівтар зробили з нового матеріалу. Тут, насправді, дрогобицька церква не є привезена, як це поширено визнавати, а є лиш добудована із надіївських брусів її 1/3 частина (бабинець та Введенський приділ), що мовить про цілком місцеве походження пам'ятки. Про «привезення церкви», є чимало поширених відомостей: в дилогії дрогобичанина Анджея Хцюка ми можемо прочитати те, що її було розібрано і привезено із Києва.
В туристичних описах, в краєзнавчих нарисах і в путівниках найчастіше пишуть, що в 1656 році була перенесена в Дрогобич з карпатського села Надієва, що поблизу міста Долини. Церкву обміняли на сіль, розібрали та перевезли до Дрогобича на волах. Встановили її на місці попередньої церкви, яка згоріла, а в 1678 році збудували поруч дзвіницю.

## Історія
Церкву Святого Юра декілька разів ремонтували, але вона не втратила свого первісного вигляду.
Територія біля церкви не раз ставала місцем знакових історичних подій. Так 6 липня 1941 року на площі перед церквою Святого Юра зібралися кілька тисяч дрогобичан та жителів навколишніх сіл. Референт з ідеології Дрогобицького обласного проводу ОУН та, одночасно, заступник голови Василь Николяк («Клен») повідомив присутніх про проголошення 30 червня 1941 року в окупованому німецькими військами Львові Акту відновлення Української держави та створення у Львові Уряду української держави на чолі з прем'єром Ярославом Стецьком. Присутні на мітингу присягнули на вірність Україні.
Нині церква є частиною відділу дерев'яної архітектури музею «Дрогобиччина».
17 квітня 2012 року, на третій день Великодніх свят, територія біля церкви стала одним з міських майданчиків проведення Великої Гаївки, участь в якій одночасно взяли, як мінімум, 5 583 учасники, що зафіксували представники «Книги рекордів України» як рекорд України за кількістю учасників.. Зокрема, тут учасниками Гаївки проводилися виставка робіт учнів художньої школи Дрогобича, виступи творчих колективів міста та сусіднього Стебника, майстер-клас з дрогобицького іконопису, концерт танцювального колективу «Верховинка» й звідси вони згодом вирушили до комори.
21 червня 2013 року на 37-й сесії Комітету Всесвітньої спадщини ЮНЕСКО в Камбоджі церква Святого Юра внесена до списку поміж шістнадцяти дерев'яних церков Карпатського регіону Польщі та України.
У грудні 2023 року Комітет ЮНЕСКО із захисту культурної спадщини затвердив рішення внести чергові п’ять об’єктів культурної спадщини України до Міжнародного переліку культурних цінностей, які перебувають під тимчасовим посиленим захистом. Серед них є Дерев’яна церква Святого Юра в Дрогобичі.

## Архітектура та інтер'єр
Церква — тридільна (тризрубна) з квадратною головною навою і двома гранчастими бічними крилосами (конхами) та гранчастими зрубами вівтаря і притвору (бабинцями). Низ церкви обведений широким опасанням у вигляді аркади-галереї на стовпах. Над бабинцем хори з аркою-галереєю і Введенська каплиця. Церква увінчана над головними зрубами трьома верхами без заломів, а криласи малими верхами з одним заломом, всі на восьмибічних підбанниках.
Інтер'єр церкви прикрашений стінописом, виконаним під керівництвом Стефана Маляра (Поповича Медицького). Крім релігійних композицій (Страсті Христові), багатий декоративний орнамент переважно рослинного характеру. Іконостас та ікони того самого маляра («Акафіст Богоматері», «Діяння апостола Павла», «Відсічення голови Великомученика Юрія») в коричнево-вохристій та оливково-зеленій гамі; скромними малярськими засобами мистець надав індивідуального, майже портретного виразу зображуваним постатям. Рельєф різьби виноградної лози на колонках іконостасу близький до різьби на камені.

## Світлини

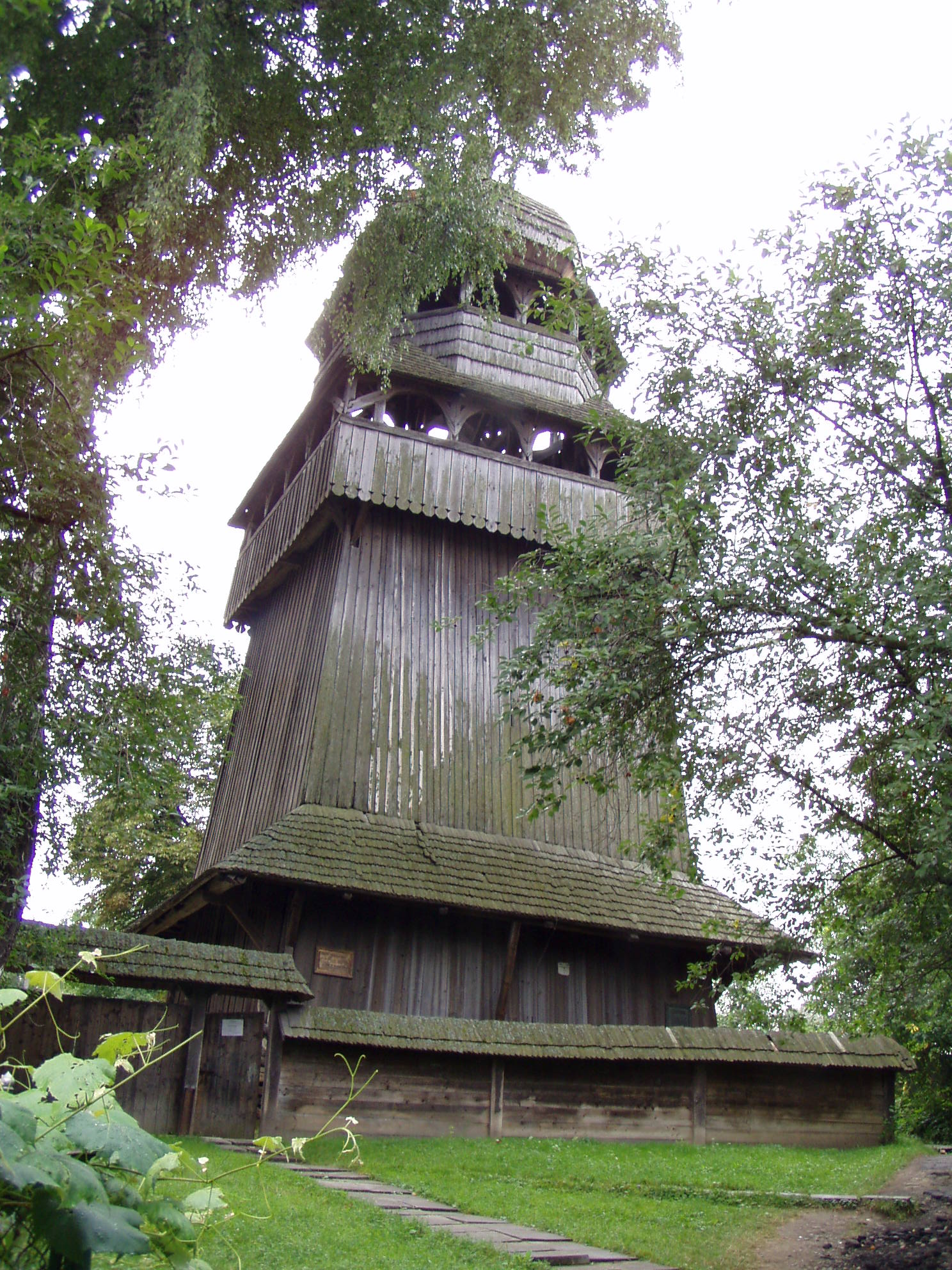
Дзвіниця, побудована 1678 року
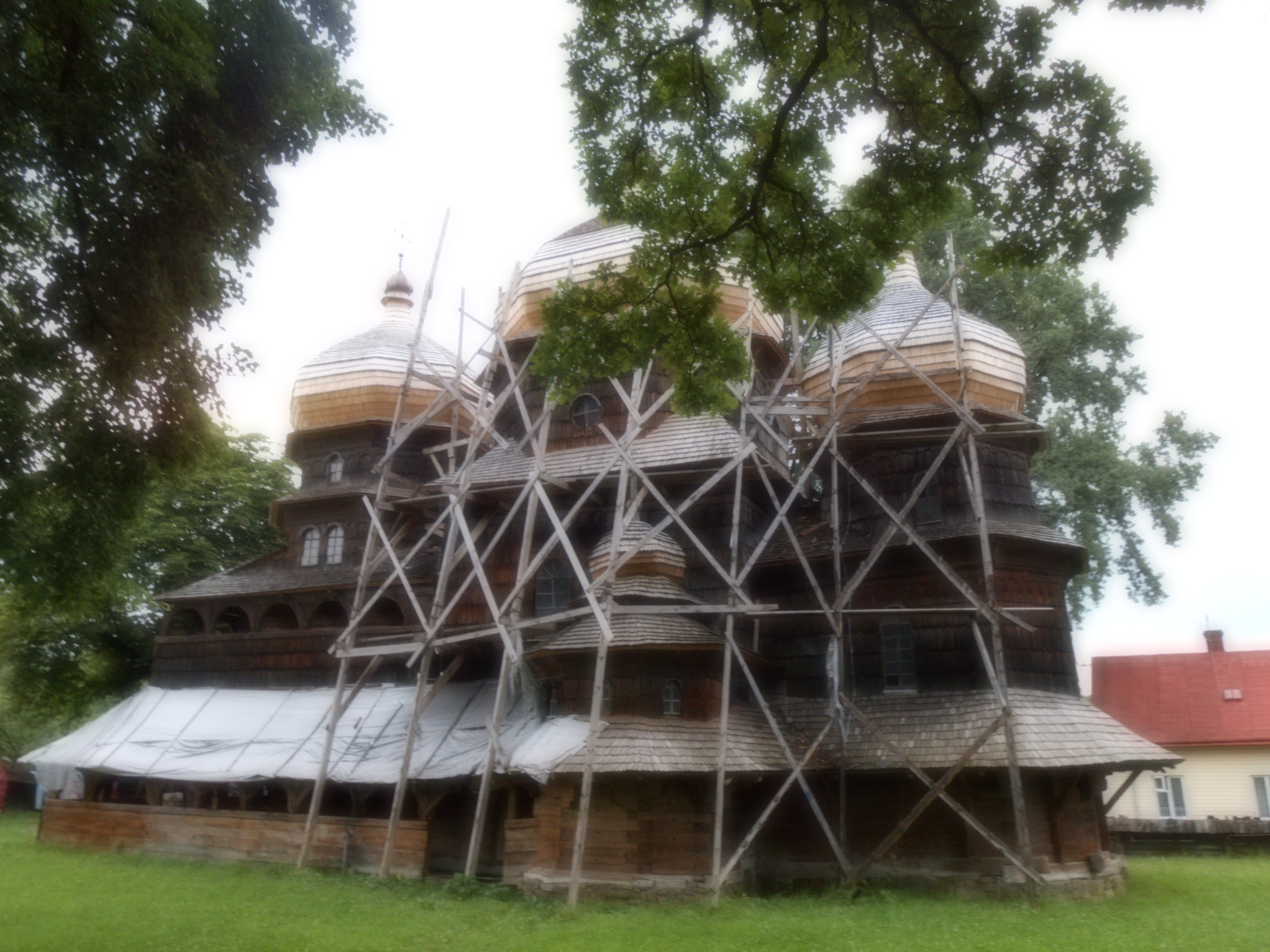
Реставрація (2013)
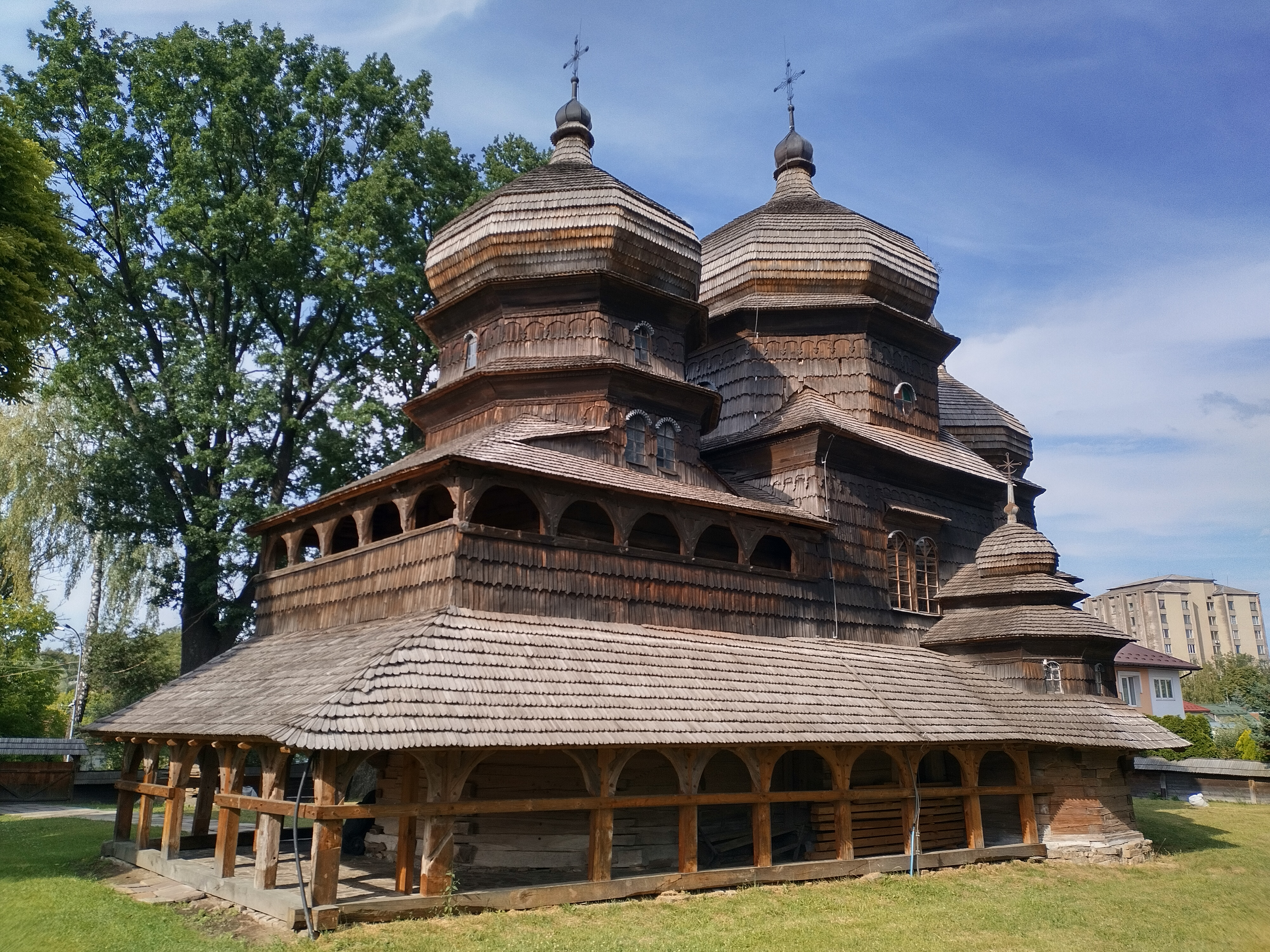
Церква після реставрації (2022)
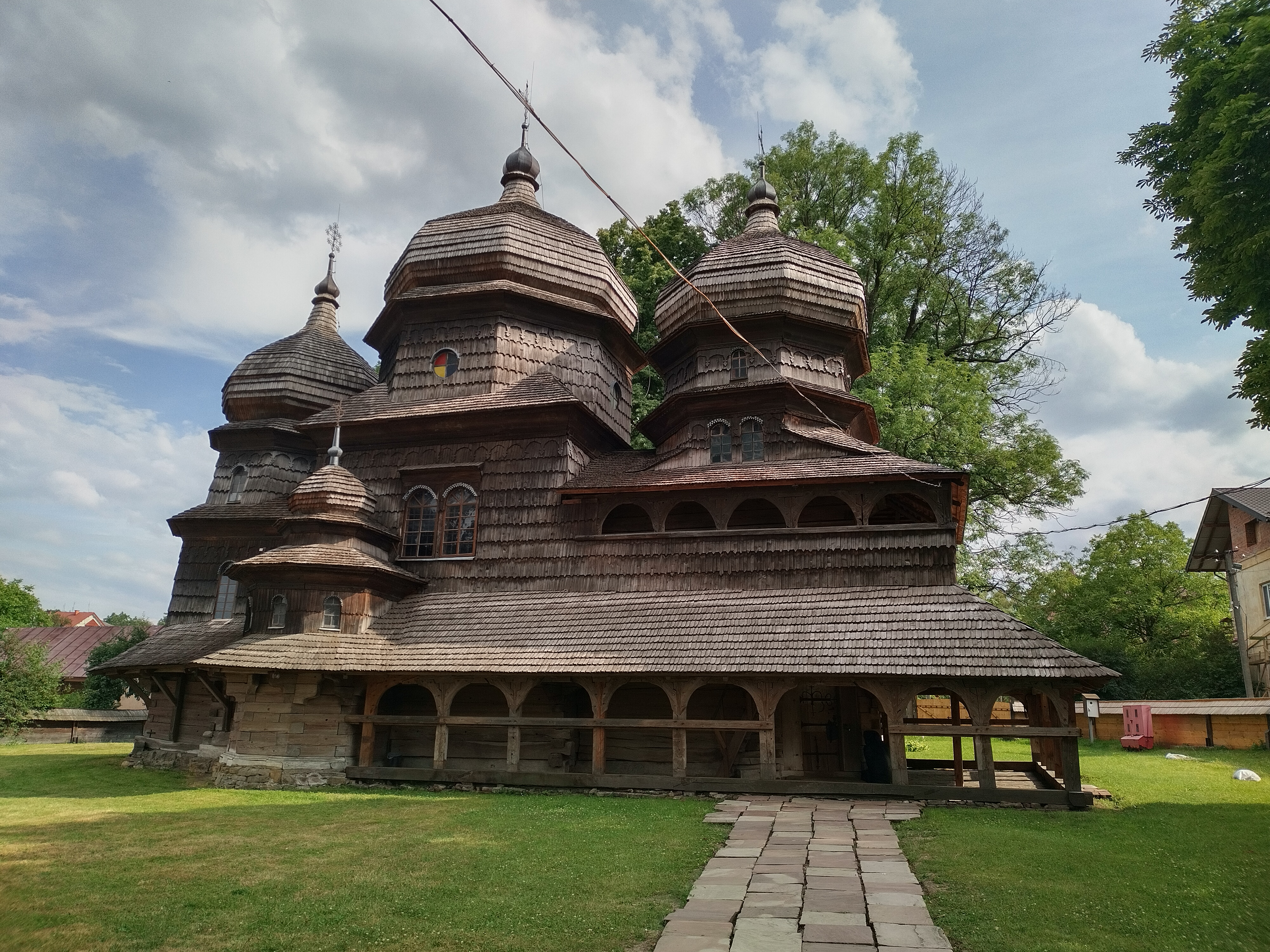
Бічний ракурс
Настінний розпис

## Ікони

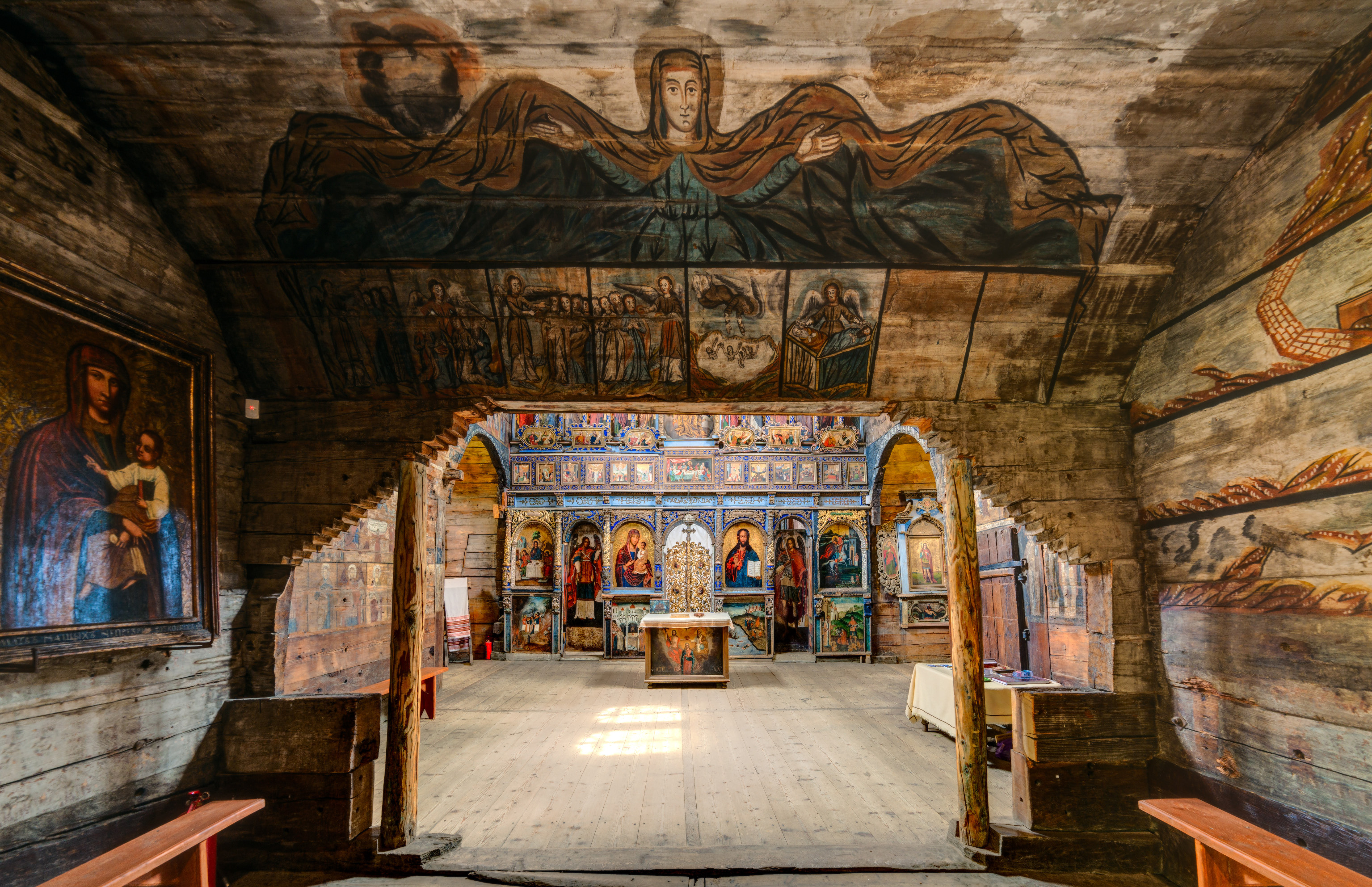
Оранта при вході та Іконостас
Апостол Лука
Розпис хорів (Древо від кореня Єссея)
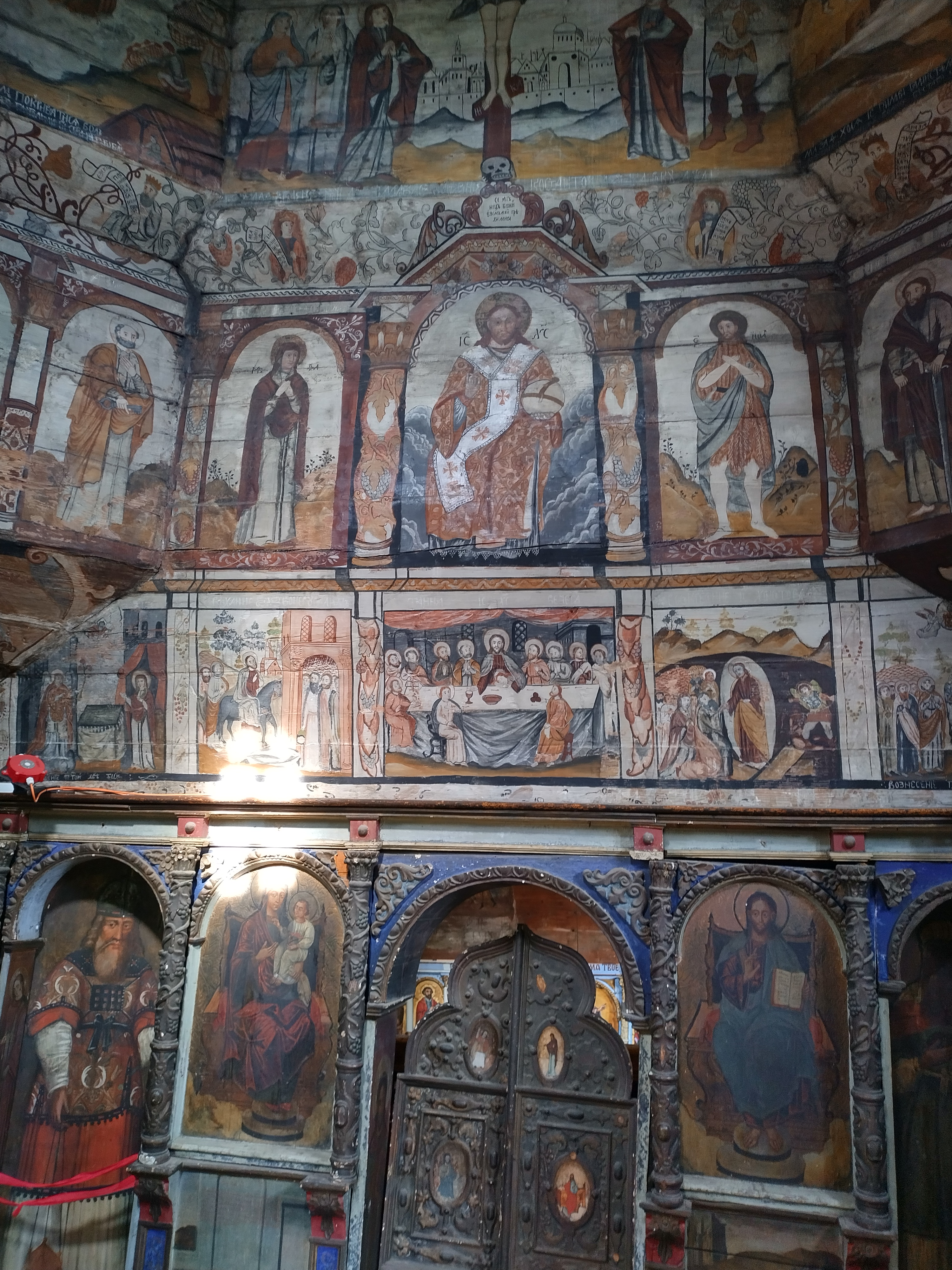
Стінопис
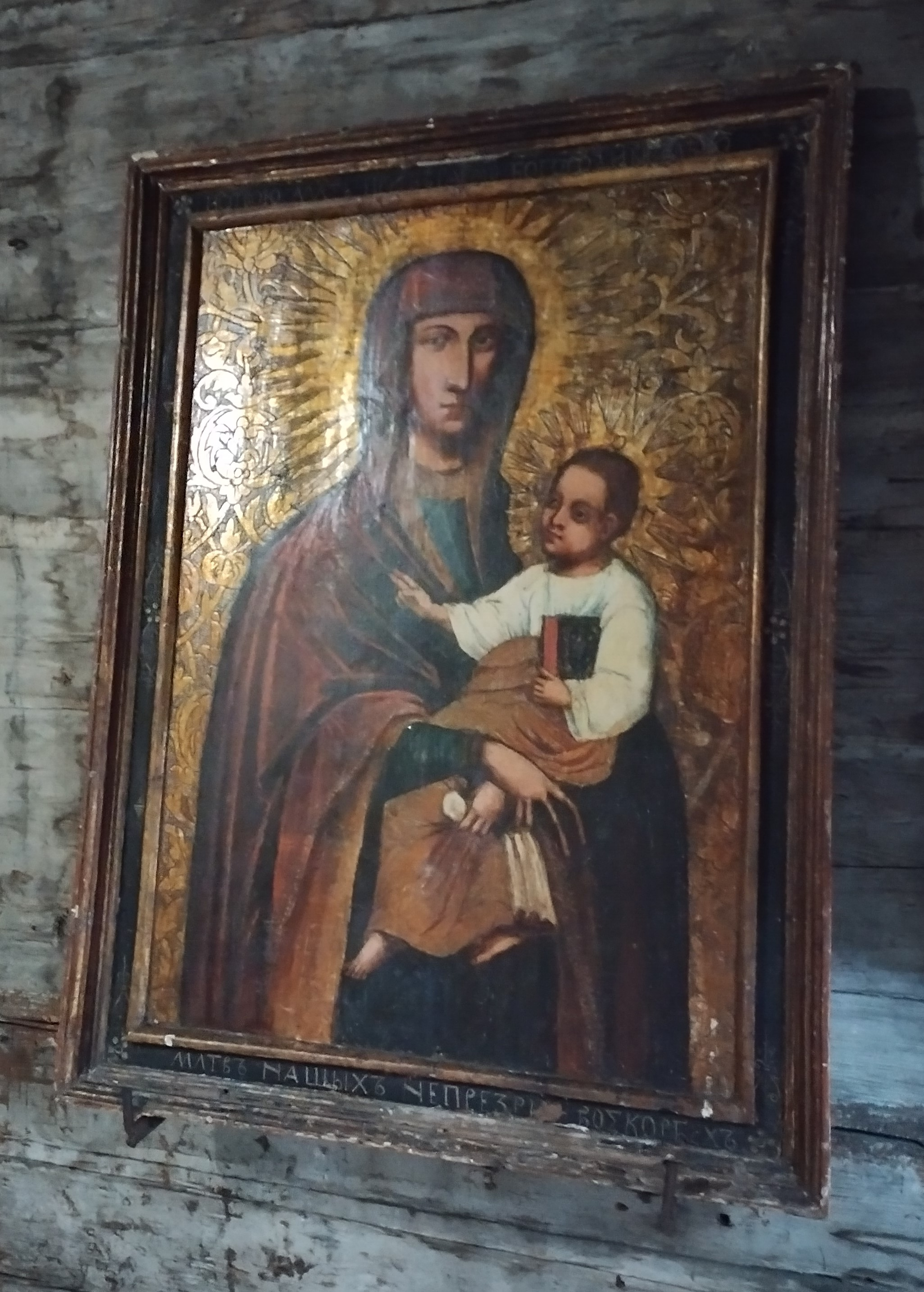
Ікона Богородиця з немовлям
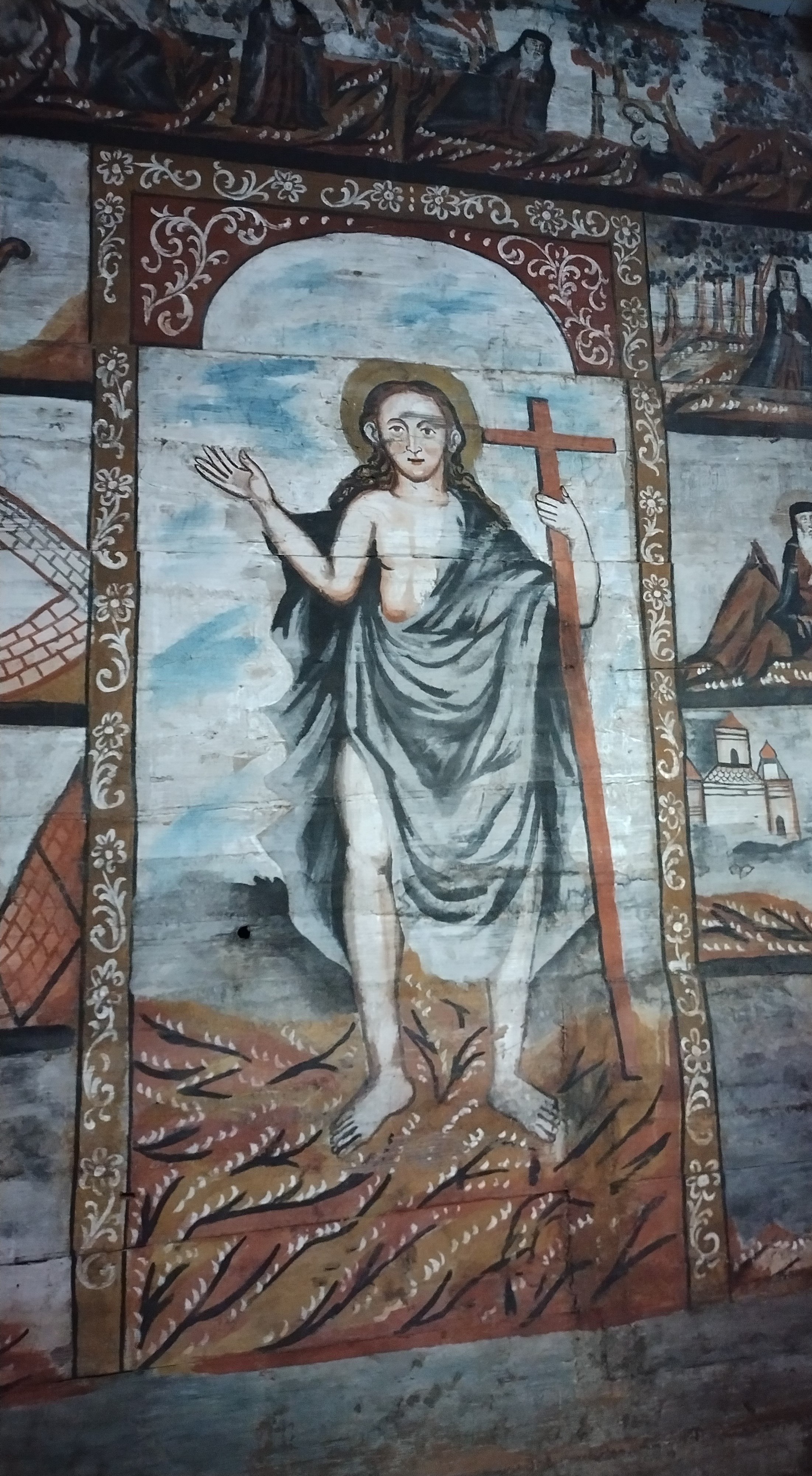
Елемент стінопису
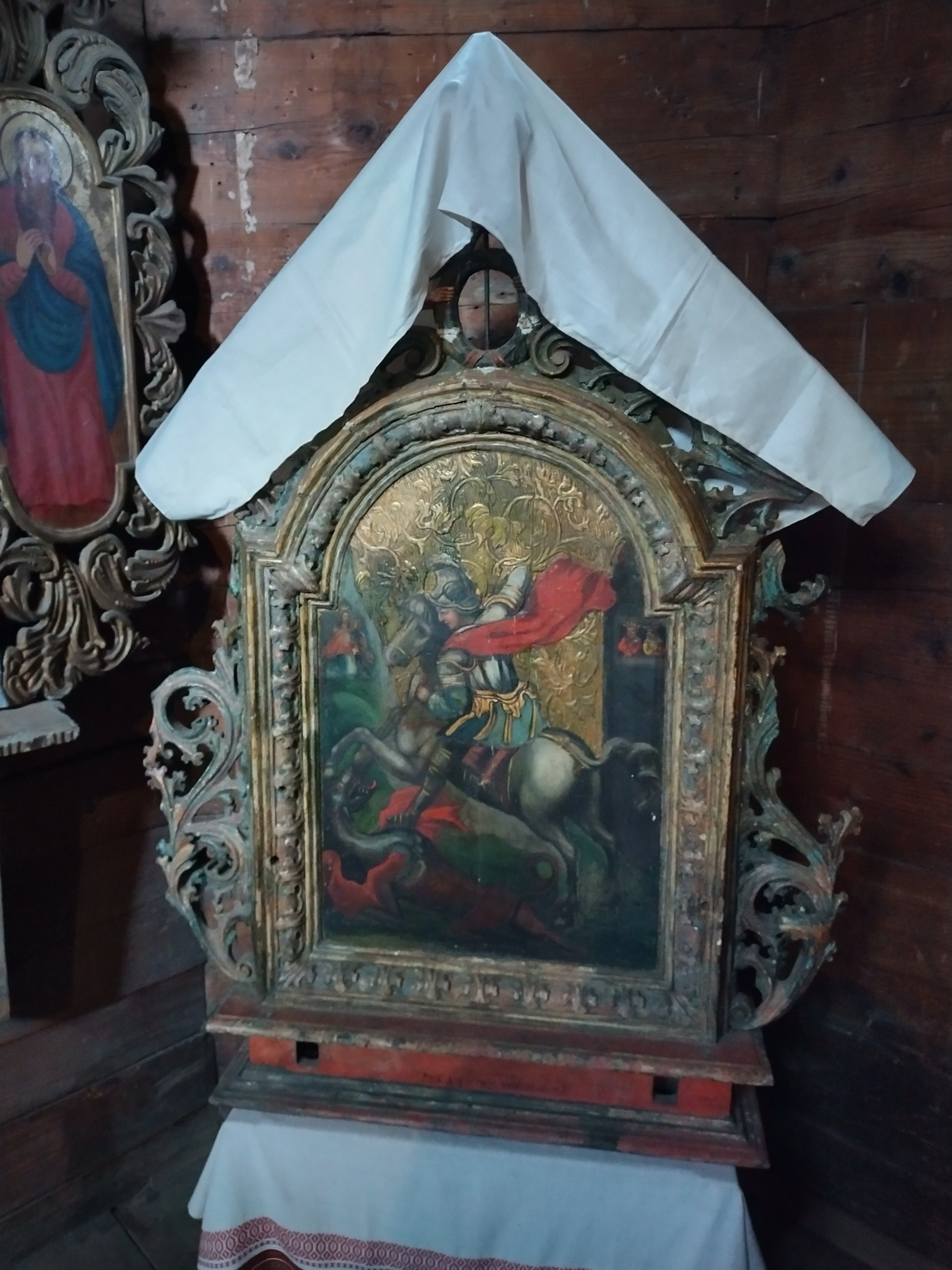
Ікона Святого Георгія Змієборця
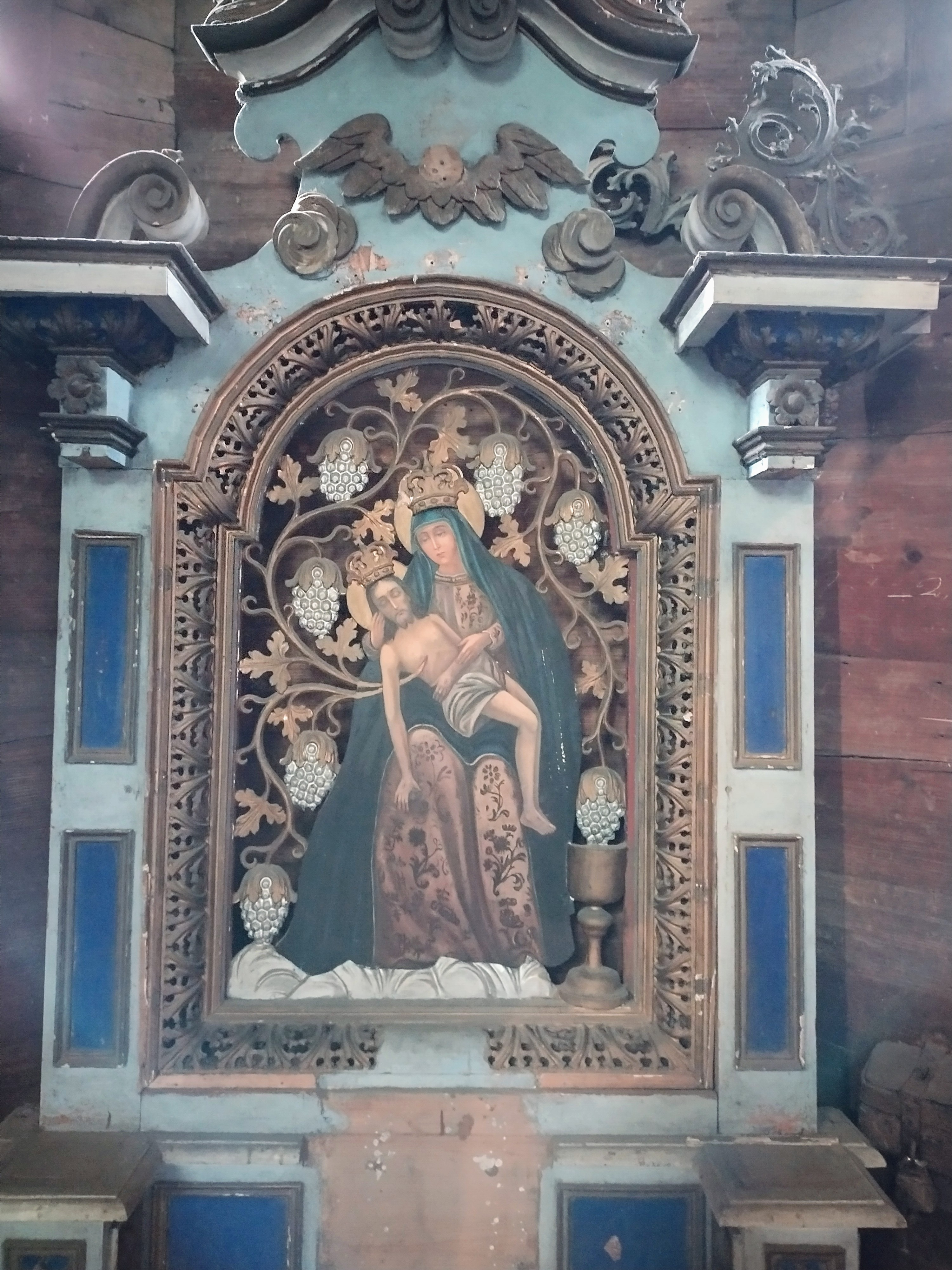
Ікона Божа Матір з Ісусом Христом
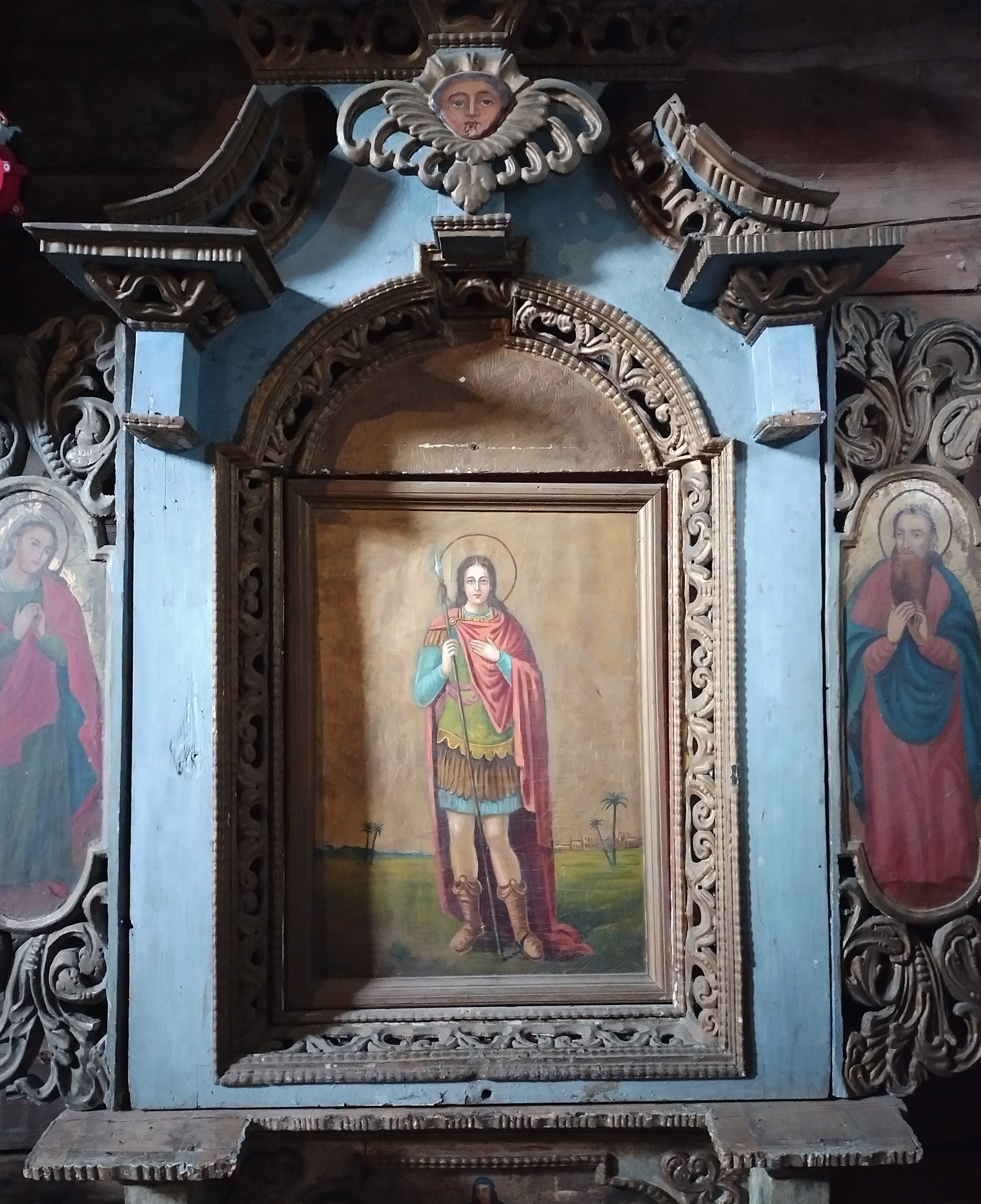
Ікона